# Diócesis de Boma
La diócesis de Boma (en latín: Dioecesis Bomaënsis y en francés: Diocèse de Boma) es una circunscripción eclesiástica de la Iglesia católica en la República Democrática del Congo. Se trata de una diócesis latina, sufragánea de la arquidiócesis de Kinsasa. Desde el 19 de marzo de 2021 su obispo es José-Claude Mbimbi Mbamba.

## Territorio y organización
La diócesis tiene 11 350 km² y extiende su jurisdicción sobre los fieles católicos de rito latino residentes en parte de la provincia de Congo Central. Ocupa la parte occidental de la provincia y comprende la ciudad de Boma, y territorios de Lukula, Muanda y Tshela y una parte de Seke-Banza.
La sede de la diócesis se encuentra en la ciudad de Boma, en donde se halla la Catedral de Nuestra Señora de la Asunción.
En 2020 en la diócesis existían 48 parroquias.

## Historia
El vicariato apostólico de Boma fue erigido el 26 de febrero de 1934 mediante la bula Maiori catholicae del papa Pío XI, obteniendo el territorio del vicariato apostólico de Léopoldville (hoy arquidiócesis de Kinsasa) y de la prefectura apostólica de Lulua y África Central (hoy diócesis de Kamina).).
El 10 de noviembre de 1959 el vicariato apostólico fue elevado a diócesis con la bula Cum parvulum del papa Juan XXIII.

## Estadísticas
Según el Anuario Pontificio 2021 la diócesis tenía a fines de 2020 un total de 902 000 fieles bautizados.
| Año                                                                             | Población            | Población | Población      | Sacerdotes | Sacerdotes    | Sacerdotes    | Bautizados por sacerdote | Diáconos permanentes | Religiosos | Religiosos | Parroquias |
| Año                                                                             | Bautizados católicos | Total     | % de católicos | Total      | Clero secular | Clero regular | Bautizados por sacerdote | Diáconos permanentes | Varones    | Mujeres    | Parroquias |
| ------------------------------------------------------------------------------- | -------------------- | --------- | -------------- | ---------- | ------------- | ------------- | ------------------------ | -------------------- | ---------- | ---------- | ---------- |
| 1950                                                                            | 143 429              | 278 031   | 51.6           | 53         | 10            | 43            | 2706                     |                      | 31         | 86         |            |
| 1959                                                                            | 244 585              | 356 337   | 68.6           | 83         | 18            | 65            | 2946                     |                      | 99         | 112        | 21         |
| 1970                                                                            | 355 927              | 473 532   | 75.2           | 99         | 25            | 74            | 3595                     |                      | 112        | 122        | 3          |
| 1980                                                                            | 476 653              | 753 478   | 63.3           | 62         | 32            | 30            | 7687                     |                      | 42         | 97         | 27         |
| 1990                                                                            | 580 000              | 753 000   | 77.0           | 129        | 110           | 19            | 4496                     |                      | 37         | 145        | 29         |
| 1999                                                                            | 1 054 732            | 1 352 030 | 78.0           | 139        | 135           | 4             | 7588                     |                      | 36         | 211        | 32         |
| 2000                                                                            | 1 134 381            | 1 434 981 | 79.1           | 159        | 155           | 4             | 7134                     |                      | 36         | 232        | 32         |
| 2001                                                                            | 1 137 673            | 1 440 046 | 79.0           | 173        | 169           | 4             | 6576                     |                      | 36         | 231        | 32         |
| 2002                                                                            | 1 056 205            | 1 508 865 | 70.0           | 163        | 159           | 4             | 6479                     |                      | 39         | 181        | 32         |
| 2003                                                                            | 755 016              | 1 198 438 | 63.0           | 172        | 169           | 3             | 4389                     |                      | 32         | 184        | 32         |
| 2004                                                                            | 727 734              | 1 193 000 | 61.0           | 167        | 161           | 6             | 4357                     |                      | 38         | 189        | 32         |
| 2006                                                                            | 724 943              | 1 243 470 | 58.3           | 187        | 181           | 6             | 3876                     |                      | 36         | 177        | 37         |
| 2012                                                                            | 867 000              | 1 438 000 | 60.3           | 210        | 206           | 4             | 4128                     |                      | 47         | 194        | 39         |
| 2015                                                                            | 922 000              | 1 552 000 | 59.4           | 216        | 210           | 6             | 4268                     |                      | 54         | 248        | 47         |
| 2018                                                                            | 984 150              | 1 699 200 | 57.9           | 206        | 203           | 3             | 4777                     |                      | 43         | 183        | 46         |
| 2020                                                                            | 902 000              | 1 429 320 | 63.1           | 199        | 193           | 6             | 4532                     |                      | 43         | 180        | 48         |
| Fuente: Catholic-Hierarchy, que a su vez toma los datos del Anuario Pontificio. |                      |           |                |            |               |               |                          |                      |            |            |            |

## Episcopologio
- Joseph Vanderhoven, C.I.C.M. † (26 de febrero de 1934-4 de diciembre de 1949 falleció)
- André Jacques, C.I.C.M. † (23 de diciembre de 1950-9 de febrero de 1967 renunció[nota 1])
- Raymond (Nianga-Nzita) Ndudi † (9 de febrero de 1967-22 de noviembre de 1975 renunció)
- Joachim Mbadu Kikhela Kupika † (22 de noviembre de 1975 por sucesión-13 de marzo[nota 2] de 2001 relevado)
- Cyprien Mbuka, C.I.C.M. (13 de marzo de 2001-19 de marzo de 2021 retirado)
- José-Claude Mbimbi Mbamba, desde el 19 de marzo de 2021